# Eric Fischbein
Eric Fischbein, född 11 mars 1976 i Malmö, är en svensk fotbollsspelare.
Fischbein började spela fotboll som fyraåring i SK Hakoah Malmö sedan gick han över till Malmö FF som 9-åring, han stannade där i 10 år sedan gick han till Hammarby IF. Han blev kvar i Hammarby i två år, han tog alltid riktigt plats så när Hammarby gick upp i allsvenskan sökte sig Fischbein tillbaka hem till Malmö och spel med IFK Malmö.
Fischbein var en stor orsak till att IFK Malmö gick upp till superettan i början av 2000-talet. 2002 blev han framröstad till Superettans bästa spelare av tränarna.
År 2003 sökte han sig till lokalkonkurrenten Trelleborg, vilket visade sig vara ett bra byte eftersom Trelleborg gick upp i allsvenskan året därpå. 
I Allsvenskan 2004 var han en nyckelspelare för TFF men det gick inget vidare för Trelleborg som kom sist i tabellen. 2005 sökte han sig till Hammarby IF igen, han fick ett provspelskontrakt i 2 veckor. Efter att laget kommit hem från sitt årliga träningsläger i USA bestämde sig Anders Linderoth för att skriva kontrakt med Fischbein. Han fick en uttalad position som back-up till lagkaptenen Mikkel Jensen på det defensiva mittfältet. Väl tillbaka i Hammarby blev det 12 matcher och ett mål första året.
Eric Fischbein är en bra tvåvägs-spelare men bäst som defensiv mittfältare, har bra speluppfattning och ett ganska fint skott.
Han blev 2006 den första att få AGO-priset som utdelas av Svenska Makkabiförbundet och AGO.
År 2006 blev Fischbeins sista år som elitfotbollsspelare, och den 11 mars 2007 meddelade han att han lägger av med fotboll på allsvensk nivå.
År 2010 började Fischbein att spela med FC Andrea Doria i Division V i Stockholm. 
Hösten 2021 figurerade Fischbein som en av huvudpersonerna i en serie inslag på TV4-nyheterna, där man tog upp skenskrivningar av bulvaner i samband med fastighetsaffärer. 